# マンノウォーステークス
マンノウォーステークス（Man o' War Stakes）は、アメリカ合衆国のベルモントパーク競馬場で開催される、芝11ハロン （約2213メートル）の競馬の競走である。出走条件はサラブレッド4歳以上。芝競走であるため、ヨーロッパから遠征してくる競走馬も多い。

## 概要
創設は1959年で、創設時はアケダクト競馬場での開催であった。その後何度かベルモントパーク競馬場と開催地が変更されあい、1988年以降はベルモントパークで固定された。競走名はアメリカの殿堂馬マンノウォーから取られたものであるが、マンノウォー自身は芝の馬場で競走した経験はない。創設時はハンデキャップ競走であったが、現在は馬齢戦となっている。
2007年まではワシントンDCインターナショナルやブリーダーズカップ・ターフの前哨戦として9月から10月に開催されており、アメリカ芝路線の有力馬および北アメリカ外からの遠征組が出走してくる競走であった。2008年に同競馬場で開催されているボウリンググリーンハンデキャップと開催時期を交代し、7月に開催されるようになった。2014年からは開催時期を5月に変更する。グレード制では導入当初の1973年よりG1競走として格付けされていたが、2024年よりG2に降格されることになった。

## 歴史

### 全体の歴史
- 1959年 - アケダクト競馬場でマンノウォーハンデキャップ（Man o' War Handicap）として創設される。
- 1959年 - 登録馬多数のため、分割競走として施行される。
- 1960年 - 負担重量が馬齢条件となり、競走名がマンノウォーステークスに変更される。
- 1961年 - 負担重量がハンデキャップ競走に戻る。
- 1962年 - 負担重量が馬齢条件に戻る。以後この条件で現在まで継続される（負担重量は時期によりまちまちである）。
- 1973年 - グレード制導入に伴い、G1競走として設定される。
- 1975年 - 1位入線のワンオンジアサイルが2着に降着、繰り上がりでスノーナイトが優勝する。
- 2008年 - 開催時期が7月2週に移動。
- 2014年 - 開催時期が5月2週に移動。
- 2020年 - 新型コロナウイルス感染拡大の影響により開催中止。
- 2024年 - G2に降格。

### 施行条件の変遷
すべて芝コース。
- 1マイル1/2（12ハロン・約2414メートル） - 1959年、1960年、1962年、1968年-1977年
- 1マイル5/8（13ハロン・約2615メートル） - 1961年、1963年-1967年
- 1マイル3/8（11ハロン・約2213メートル） - 1978年以降

### 開催地の変遷
- アケダクト競馬場 - 1959年、1961年、1963年-1967年、1987年、2024年-2025年
- ベルモントパーク競馬場 - 1960年、1962年、1968年-1986年、1988年-2023年

### 歴代優勝馬
| 回     | 施行日         | 調教国・優勝馬        | 日本語読み                    | 性齢    | タイム          | 優勝騎手                 | 管理調教師       |
| ------ | -------------- | --------------------- | ----------------------------- | ------- | --------------- | ------------------------ | ---------------- |
| 第1回  | 1959年月日     | Tudor Era Dotted Line | テューダーイラ ドッテドライン | 牡6 牝6 | 2:41.00 2:40.80 | W. ボランド W.ハータック | - -              |
| 第4回  | 1962年10月27日 | Beau Purple           | ボーパープル                  | 牡5     | 2:28.60         | H.ボランド               | A.ジャーキンス   |
| 第11回 | 1969年10月18日 | Hawaii                | ハワイ                        | 牡5     | 2:27.20         | H.ヴェラスケス           | M.ミラー         |
| 第12回 | 1970年10月17日 | Fort Marcy            | フォートマーシー              | 騸6     | 2:33.80         | J.ヴェラスケス           | E.バーチ         |
| 第15回 | 1973年10月8日  | Secretariat           | セクレタリアト                | 牡3     | 2:24.80         | R.ターコット             | L.ローリン       |
| 第16回 | 1974年10月12日 | Dahlia                | ダリア                        | 牝4     | 2:26.60         | R.ターコット             | M.ジルベール     |
| 第29回 | 1987年10月24日 | Theatrical            | シアトリカル                  | 牡5     | 2:15.40         | P.デイ                   | W.モット         |
| 第35回 | 1993年9月18日  | Star of Cozzene       | スターオブコジーン            | 牡5     | 2:23.14         | J.サントス               | M.ヘニグ         |
| 第40回 | 1998年9月12日  | Daylami               | デイラミ                      | 牡4     | 2:13.18         | J.ベイリー               | S.ビン・スルール |
| 第42回 | 2000年9月9日   | Fantastic Light       | ファンタスティックライト      | 牡4     | 2:17.44         | J.ベイリー               | S.ビン・スルール |
| 第43回 | 2001年9月8日   | With Anticipation     | ウイズアンティシペイション    | 騸6     | 2.15.11         | パット・デイ             | J.シェパード     |
| 第44回 | 2002年9月7日   | With Anticipation     | ウイズアンティシペイション    | 騸7     | 2.15.05         | パット・デイ             | J.シェパード     |
| 第47回 | 2005年9月10日  | Better Talk Now       | ベタートークナウ              | 騸6     | 2:11.65         | R.ドミンゲス             | H.G.モーション   |
| 第48回 | 2006年9月9日   | Cacique               | カシーク                      | 牡5     | 2:15.68         | E.プラード               | R.フランケル     |
| 第49回 | 2007年9月8日   | Doctor Dino           | ドクターディーノ              | 牡5     | 2:39.10         | O.ペリエ                 | R.ギブソン       |
| 第50回 | 2008年7月12日  | Red Rocks             | レッドロックス                | 牡5     | 2:12.60         | J.カステリャーノ         | B.ミーハン       |
| 第51回 | 2009年7月11日  | Gio Ponti             | ジオポンティ                  | 牡4     | 2:12.56         | R. ドミンゲス            | C. クレメント    |
| 第52回 | 2010年7月10日  | Gio Ponti             | ジオポンティ                  | 牡5     | 2:16.20         | R. ドミンゲス            | C. クレメント    |
| 第53回 | 2011年7月9日   | Cape Blanco           | ケープブランコ                | 牡4     | 2:14.06         | J. スペンサー            | A. オブライエン  |
| 第54回 | 2012年7月14日  | Point of Entry        | ポイントオブエントリー        | 牡4     | 2:13.87         | J.Lezcano                | S.McGaughey      |
| 第55回 | 2013年7月13日  | Boisterous            | ボイステロス                  | 牡6     | 2:14.11         | J.Velazquez              | S.McGaughey      |
| 第56回 | 2014年5月11日  | Imagining             | イマジニング                  | 牡6     | 2:14.33         | J.Rosario                | S.McGaughey      |
| 第57回 | 2015年5月9日   | Twilight Eclipse      | トワイライトエクリプス        | 騸6     | 2:14.44         | J.Castellano             | T.Albertrani     |
| 第58回 | 2016年5月14日  | Wake Forest           | ウェイクフォレスト            | 牡6     | 2:12.94         | J.Velazquez              | C.Brown          |
| 第59回 | 2017年5月13日  | Zhukova               | ジューコワ                    | 牝5     | 2:25.31         | J.Velazquez              | D.Weld           |
| 第60回 | 2018年5月12日  | Hi Happy              | ハイハッピー                  | 牡6     | 2:14.79         | L.Saez                   | T.Pletcher       |
| 第61回 | 2019年5月11日  | Channel Maker         | チャンネルメイカー            | 騸5     | 2:12.43         | J.Rosario                | W.Mott           |
| 第62回 | 2021年5月8日   | Channel Cat           | チャンネルキャット            | 牡6     | 2:13.34         | J.Velazquez              | J.Sisterson      |
| 第63回 | 2022年5月14日  | Highland Chief        | ハイランドチーフ              | 牡5     | 2:17.04         | T.McCarthy               | G.Motion         |
| 第64回 | 2023年5月13日  | Red Knight            | レッドナイト                  | 騸9     | 2:13.74         | I.Ortiz Jr.              | M.Maker          |
| 第65回 | 2024年5月11日  | Silver Knott          | シルヴァーノット              | 騸4     | 2:13.80         | F.Prat                   | C.Appleby        |
| 第66回 | 2025年5月10日  | Far Bridge            | ファーブリッジ                | 牡3     | 2:17.24         | J.Rosario                | C.Clement        |